# 近藤信宏
近藤信宏（日语：／ Kondō Nobuhiro，1964年7月18日—），日本男性動畫演出家、動畫導演。株式會社Bridge董事。出生於東京都，新潟縣長岡市成長。

## 參加作品

### 電視動畫
1988年
- 魔神英雄傳（—1989年，分鏡、演出）

1989年
- 魔動王Granzort（—1990年，故事分鏡、演出）

1990年
- 魔神英雄傳2（—1991年，分鏡、演出）

1991年
- 絕對無敵雷神王（分鏡、演出）

1992年
- 超時空保姆（分鏡、演出）

1994年
- 機動武鬥傳G鋼彈（分鏡）
- 魔天戰神（分鏡、演出）

1995年
- 熊之噗太郎（日语：クマのプー太郎）（—1996年，分鏡）

1996年
- 少年桑塔的大冒險（日语：サンタクロースの冒険#テレビアニメ）（分鏡）
- 逮捕令（—1997年，分鏡）
- 宇宙小毛球（分鏡）
- 聖天空戰記（分鏡）

1997年
- 烏龍派出所（分鏡）
- YAT安心！宇宙旅行（日语：YAT安心!宇宙旅行）（分鏡）
- 爆笑吸血鬼'99（分鏡）
- 超魔神英雄傳（—1998年，分鏡、演出）
- 科學情人（分鏡）

1998年
- YAT安心！宇宙旅行 (第2期)（日语：YAT安心!宇宙旅行）（分鏡）
- 抓狂一族（分鏡、演出）
- Night Walker -深夜徘徊者-（日语：Night Walker -真夜中の探偵-）（分鏡）
- 桃色姊妹花（日语：ももいろシスターズ）（分鏡）

1999年
- 日本第一的男兒魂（日语：日本一の男の魂）（分鏡）
- 天生一對（分鏡）
- 逮捕令 Special（分鏡）
- 日本第一的男兒魂2（日语：日本一の男の魂）（分鏡）
- 天使不設防！（分鏡、演出）

2000年
- 神奇寶貝（分鏡）

2001年
- 逮捕令 SECOND SEASON（助理導演、分鏡）
- 激鬥戰車（—2002年，分鏡）

2002年
- 頑皮小白貂（分鏡）
- Heat Guy-J（日语：ヒートガイジェイ）（分鏡）

2004年
- SD鋼彈FORCE（副導演、編劇、分鏡、演出）
- Keroro軍曹（—2011年，導演〈3rd Season以降〉、分鏡、OP分鏡、ED分鏡&演出）
- 馳風競艇王V（日语：モンキーターン (漫画)）（分鏡）
- 烘焙王（—2005年，分鏡）

2005年
- 機獸創世紀（分鏡）
- 銀牙傳說WEED（分鏡）

2008年
- 吸血鬼騎士 Guilty（分鏡）

2011年
- 星光少女 極光之夢（分鏡）
- 歌之王子殿下 真愛1000%（分鏡）

2012年
- 星光少女 美夢成真（分鏡）
- 超速變形螺旋傑特（—2013年，分鏡）

2013年
- 聖鬥士星矢Ω（分鏡）
- Aikatsu！偶像活動！（—2015年，分鏡）
- 團地友夫（—2014年，分鏡）

2014年
- 信長之槍（導演、分鏡）
- FAIRY TAIL（—2015年，分鏡）

2015年
- WASIMO（日语：WASIMO）（分鏡、演出）
- 寶石寵物 魔法變身（導演、分鏡、OP分鏡、ED分鏡&演出）
- GATE 奇幻自衛隊（分鏡）

2016年
- 少年阿貝GO！GO！小芝麻（日语：少年アシベ）（—2017年，導演、分鏡）
- 聖戰刻耳柏洛斯 龍刻的災禍（導演[1]、分鏡、ED分鏡）
- 歌之王子殿下 真愛Legend Star（分鏡）
- 莉露莉露妖精 ～妖精之門～（分鏡）

2017年
- 少年阿貝GO！GO！小芝麻 (第2期)（日语：少年アシベ）（—2018年，導演、分鏡）
- 卡片鬥爭!! 先導者G Z（—2018年，導演、分鏡、ED分鏡）

2018年
- 少年阿貝GO！GO！小芝麻 (第3期)（日语：少年アシベ） （—2019年，導演、分鏡）
- 魔法律事務所（導演[2]、分鏡）

2019年
- 少年阿貝GO！GO！小芝麻 (第4期)（日语：少年アシベ）（導演、分鏡）

2020年
- 遊☆戲☆王SEVENS（—2022年，導演、分鏡）
- 魔法律事務所 (第2期)（導演、分鏡）

2022年
- 遊☆戲☆王GO RUSH（—2024年，導演、分鏡）

### 電影動畫
1991年
- 亂馬½：中國寢崑崙大決戰！規則無視的激鬥篇!!（日语：らんま1/2 中国寝崑崙大決戦! 掟やぶりの激闘篇!!）（分鏡、演出）

2002年
- 激鬥戰車：卡爾邦的挑戰（導演）

2006年
- 超劇場版 Keroro軍曹（導演、分鏡）

2007年
- 小Kero K隆球的秘密（導演、編劇、分鏡、演出）

2008年
- 武者Kero 宣佈！戰國群星大戰鬥（導演、編劇、分鏡）

2009年
- Keroro軍曹出發！全員集合!!（導演、分鏡）

2014年
- 劇場版 Aikatsu！偶像活動！（分鏡）

### OVA
1990年
- 魔動王Granzort 最後的魔法大戰（故事分鏡、演出）

1991年
- 穴光假面（導演（第1、2話））

1992年
- 魔動王 冒險篇（導演、故事分鏡）

1993年
- 魔神英雄傳 沒有終結的故事（日语：魔神英雄伝ワタル 終わりなき時の物語）（—1994年，故事分鏡、演出）

1995年
- 非常偶像Key（—1996年，分鏡、演出）
- 聖羅Victory（分鏡、演出）

2000年
- 鬼點睛（日语：鬼点睛）（導演）
- 創世聖紀Devadasy（日语：創世聖紀デヴァダシー）（—2001年，導演）

2001年
- 瑪琳與大和 不可思議的星期日（分鏡）
- Z.O.E 2167 IDOLO（日语：Z.O.E 2167 IDOLO）（故事分鏡）

2011年
- 戰場女武神3 為誰而負的槍傷（導演[3]、分鏡、OP分鏡）

### 遊戲
1998年
- 超魔神英雄傳 ANOTHER STEP（日语：超魔神英雄伝ワタル ANOTHER STEP）（分鏡、演出）

### 其它
2000年
- GUNDAM THE RIDE ‐宇宙要塞A BAOA QU‐（日语：GUNDAM THE RIDE）（導演、分鏡、演出）

2021年
- 「STOP！盜版」Keroro軍曹xNO MORE電影小偷（監修[4]）

## 相關項目
- GALLOP
- 日昇動畫